# National Optical Astronomy Observatories
National Optical Astronomy Observatories ou NOAO é um programa científico com o objetivo de pesquisas astronômicas. existem várias áreas de atuação do National Optical Astronomy Observatories, um em Tucson, Arizona, EUA, e o outro no deserto do Atacama, no Chile. A sede do NOAO está localizada em Tucson, EUA. O NOAO baseia-se na pesquisa astronómica através de raios ultravioleta, raios infravermelho e luz visível. Embora o NOAO seja um programa voltado a astrónomos estadunidenses, também se é permitido que profissionais de outros países possam pedir para usarem os observatórios do NOAO. O NOAO é operado pela Association of Universities for Research in Astronomy dos Estados Unidos e é mantido pela National Science Foundation. 